# هوجو توکیئوجی
هوجو توکیئوجی (به ژاپنی: 北条 時氏 Hōjō Tokiuji); ۱ ژانویهٔ ۱۲۰۳ – ۵ اوت ۱۲۳۰) وی رئیس بخش شمالی  روکوهارا تاندای و پسر ارشد شیکن سوم، هوجو یاسوتوکی و پدر شیکن چهارم هوجو تسونه‌توکی اهل ژاپن بود. وی قرار بود پس از پدر شیکن شود ولی سلامتی خود را از دست داد و قبل از پدر در سن ۲۷ سالگی درگذشت.